# Iran Aseman Airlines

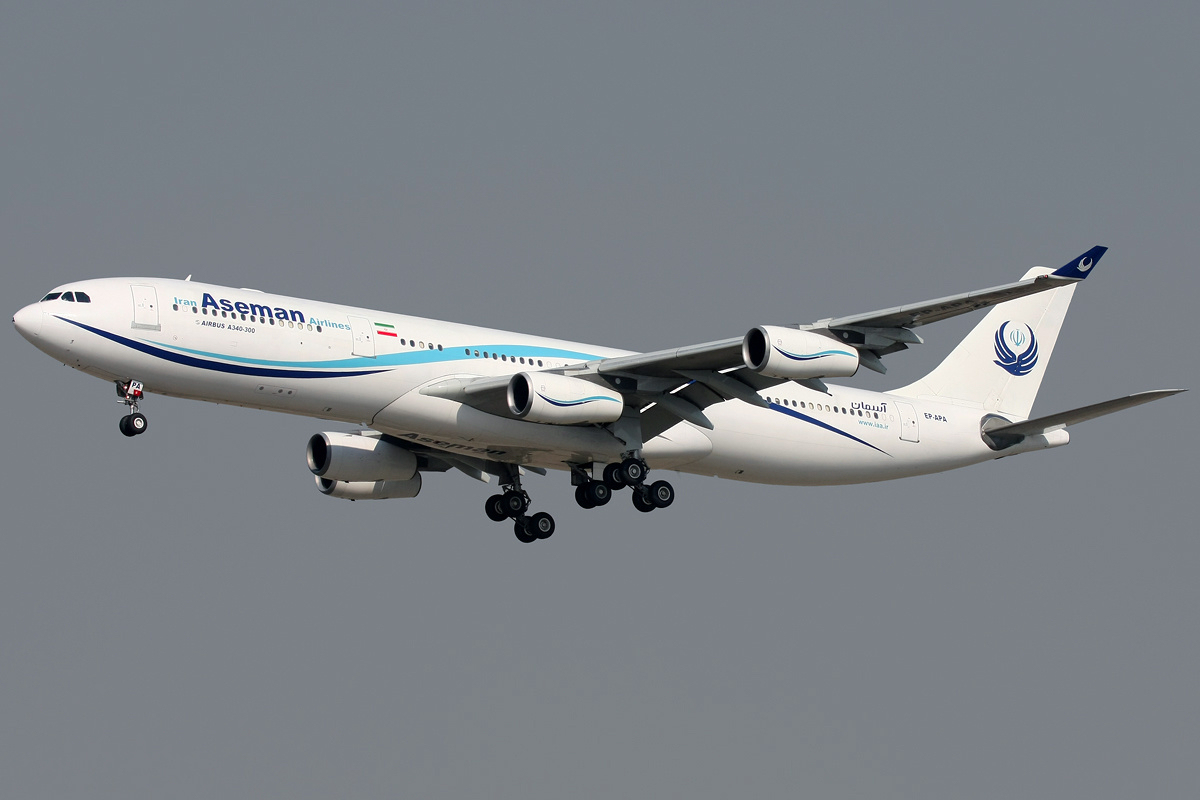
A340 авиакомпании в заходе на посадку в аэропорту Мехрабад

Iran Aseman Airlines (перс. هواپیمایی آسمان‎) — иранская авиакомпания со штаб-квартирой в Тегеране. Является третьей по величине авиакомпанией Ирана. Авиакомпания выполняет регулярные внутренние и международные пассажирские перевозки.

## История
В 1958 году была основана авиакомпания Air Taxi Co. В 1970-х годах она была переименована в Pars Air. В 1980 году авиакомпания была выкуплена и реструктуризирована. В этом же году под новым названием Iran Aseman Airlines начала свою операционную деятельность.
До марта 2007 года авиакомпания принадлежала иранской инвестиционной компании «Гражданский пенсионный фонд» и насчитывала 298 сотрудников, после чего её приватизировали. В 2019 году авиакомпания вывела из эксплуатации самолёты типа Boeing 727-200, так как посчитала их небезопасным для пассажирских полётов.

## Направления
- Афганистан
  - Кабул — Международный аэропорт Кабул
  - Кандагар — Международный аэропорт Кандагар
  - Мазари-Шариф — Международный аэропорт Мазари-Шариф
- Армения
  - Ереван — Международный аэропорт Звартноц
- Грузия
  - Тбилиси — Международный аэропорт Тбилиси
- Иран
  - Абадан
  - Ардебиль
  - Ахваз
  - Бам
  - Бендер-Аббас
  - Бендер-Ленге
  - Боджнурд
  - Бушир
  - Горган
  - Дизфуль
  - Захедан
  - Илам
  - Исфахан — Международный аэропорт Исфахан
  - Йезд
  - Керман
  - Керманшах
  - Киш — Международный аэропорт Киш
  - Ламерд
  - Лар
  - Мешхед — Международный аэропорт Мешхед
  - Ноушехр
  - Кешм
  - Рамсар
  - Решт
  - Сари
  - Себзевар
  - Сехенд
  - Сенендедж
  - Тебриз
  - Тегеран
    - — Международный аэропорт имени Имама Хомейни
    - — Международный аэропорт Мехрабад

  - Урмия
  - Хой
  - Чехбехар
  - Шираз — Международный аэропорт Шираз
  - Эрак
  - Эселуйе
  - Ясудж
- Ирак
  - Эн-Наджаф
- Кувейт
  - Эль-Кувейт — Международный аэропорт Кувейт
- ОАЭ
  - Дубай — Международный аэропорт Дубай
- Оман
  - Маскат — Международный аэропорт Маскат
- Россия
  - Москва — Внуково
  - Санкт-Петербург — Пулково
- Таджикистан
  - Душанбе — Международный аэропорт Душанбе
- Турция
  - Анкара — Аэропорт Анкара Эсенбога
  - Измир — Аэропорт имени Аднана Мендереса
  - Стамбул — Стамбульский аэропорт имени Ататюрка
  - Ыспарта

## Флот

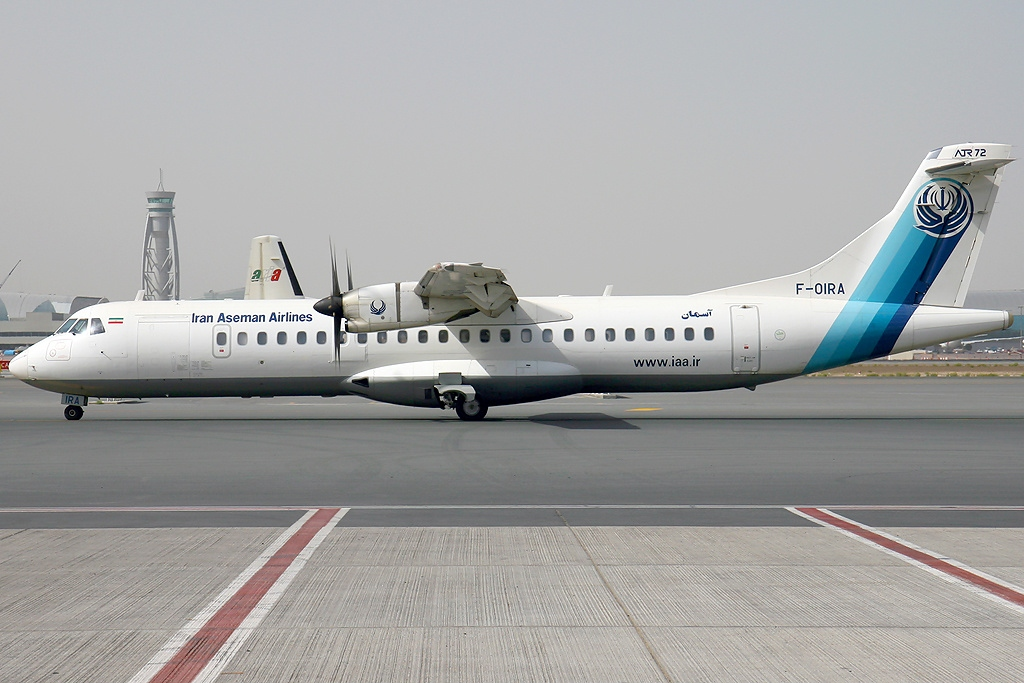
ATR-72-500

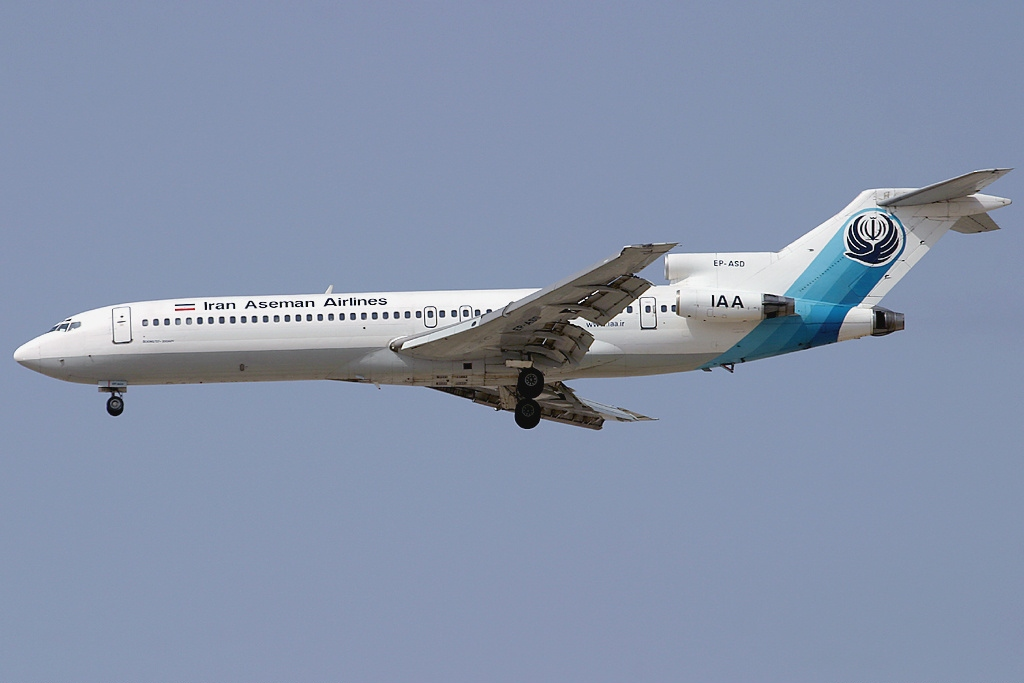
B 727-200 Adv

В августе 2019 года авиакомпания эксплуатировала 22 борта

## Аварии и происшествия
- 4 октября 1990 года Fokker F27 Friendship (регистрационный EP-ANA) авиакомпании Iran Aseman Airlines выкатился за пределы взлетно-посадочной полосы после приземления в аэропорту Рамсар и остановился у бетонной стены в 100 метрах за её торцом. На борту находилось 46 пассажиров и 4 члена экипажа, никто не пострадал и самолет был восстановлен[5].

Основная статья: Iran Aseman Airlines Flight 746
- 12 октября 1994 года Fokker F28 (регистрационный EP-PAV) авиакомпании Iran Aseman Airlines совершавший рейс 746 Исфахан — Тегеран, через 35 минут после взлёта (в 23:05 по местному времени) самолёт внезапно потерял мощность в обоих двигателях, свалился в неконтролируемый штопор и разбился возле Натанза. На борту находилось 59 пассажиров и 7 членов экипажа, все погибли[6].
- 26 августа 2010 года самолёт Fokker 100 (регистрационный EP-ASL), выполнявший рейс 773 из Тегерана в Тебриз, при посадке в международном аэропорту Тебриза пересёк взлетно-посадочную полосу и выкатился за её пределы. В результате происшествия самолёт был существенно поврежден, а 2 из 103 пассажиров на борту получили ранения, из 7 членов экипажа никто не пострадал[7].

- 18 февраля 2018 года ATR 72-200 (регистрация EP-ATS) совершавший рейс 3704 из Тегерана в Ясудж, через 50 минут после взлета из аэропорта Мехрабад исчез с радаров. Как выяснилось самолёт врезался в гору Динар (Загрос), находящуюся к югу от Исфахана. Все 66 человек находившиеся на борту (60 пассажиров и 6 членов экипажа) погибли.